# Phasicnecus
Phasicnecus är ett släkte av fjärilar. Phasicnecus ingår i familjen Eupterotidae.

## Dottertaxa tillPhasicnecus, i alfabetisk ordning[1]
- Phasicnecus aequidistans
- Phasicnecus bicolor
- Phasicnecus bipartita
- Phasicnecus bipunctatus
- Phasicnecus bithynia
- Phasicnecus brunneofasciata
- Phasicnecus citrinoides
- Phasicnecus citrinus
- Phasicnecus decellei
- Phasicnecus dehanicus
- Phasicnecus elgonae
- Phasicnecus evanescens
- Phasicnecus flava
- Phasicnecus flavidior
- Phasicnecus fontainei
- Phasicnecus fouassini
- Phasicnecus gemmatus
- Phasicnecus giganteus
- Phasicnecus grandiplaga
- Phasicnecus gregorii
- Phasicnecus hilaris
- Phasicnecus inversus
- Phasicnecus labda
- Phasicnecus latimaculata
- Phasicnecus livingstonensis
- Phasicnecus maculifera
- Phasicnecus monteironis
- Phasicnecus nahor
- Phasicnecus nivalis
- Phasicnecus novempunctatus
- Phasicnecus obtusus
- Phasicnecus opalina
- Phasicnecus parvula
- Phasicnecus paulisi
- Phasicnecus pellucida
- Phasicnecus peropalinus
- Phasicnecus pira
- Phasicnecus plagiatus
- Phasicnecus preussi
- Phasicnecus pujoli
- Phasicnecus pulverulentus
- Phasicnecus roseus
- Phasicnecus shabae
- Phasicnecus similis
- Phasicnecus subcroceus
- Phasicnecus sulphureotinctus
- Phasicnecus thelda
- Phasicnecus tristis
- Phasicnecus uelei
- Phasicnecus uniformis